# إدغار هوف
إدغار هوف (بالإنجليزية: Edgar Huff)‏ هو جندي أمريكي، ولد في 2 مايو 1920 في غادسدن في الولايات المتحدة، وتوفي في 2 مايو 1994 في Marine Corps Base Camp Lejeune ‏ في الولايات المتحدة.